# Julien Alexandre Achard de Bonvouloir
Pour les articles homonymes, voir Achard.
Julien Alexandre Achard de Bonvouloir, né le 10 mai 1749 à Passais-la-Conception, mort en 1783 en Inde, est un officier français.

## Biographie
Issu d'une très ancienne famille de la noblesse française d'extraction chevaleresque, le chevalier Achard de Bonvouloir est un émissaire secret de la France auprès du congrès de Philadelphie avant l'Indépendance américaine.
Officier du régiment du Cap, il sert à Saint-Domingue jusqu'en 1774 : cherchant l'aventure et un remède à sa situation financière critique, il visite les Treize Colonies anglaises d'Amérique du Nord qui commencent à contester la domination britannique. De retour en Europe par Londres, il rencontre l'ambassadeur français Adrien Louis de Bonnières, futur duc de Guînes, et lui soumet un projet pour soulever les Treize Colonies. Vergennes, secrétaire d'État des Affaires étrangères, est intéressé et lui donne 200 louis. Bien que Bonvouloir parle peu l'anglais, il a pour mission de prendre contact avec les rebelles en leur laissant espérer un appui ; il doit cependant leur garantir que la France n'entend pas récupérer le Canada, perdu dans la guerre de la Conquête en 1763.  
Le chevalier de Bonvouloir s'embarque vers l'Amérique le 8 septembre 1775 mais, retardé par les intempéries, n'atteint Philadelphie qu'à la fin de l'automne. En décembre 1775, il a trois rencontres secrètes au Carpenters' Hall avec Benjamin Franklin et la commission des affaires secrètes du Congrès continental : c'est la première étape de l'alliance franco-américaine qui jouera un rôle décisif dans la guerre d'indépendance des États-Unis. Le rapport de Bonvouloir arrive à Vergennes à la fin de février 1776 et lui permet de convaincre Louis XVI d'envoyer des armes aux insurgés à travers la société-écran Roderigue Hortalez et compagnie.
Bonvouloir se rend ensuite au Canada, où il est fait prisonnier par les Anglais ; relâché, il rentre en France en juin 1777, puis repart faire du commerce en Amérique où il est de nouveau capturé par les Anglais, avant de rentrer en France à l'été 1778. La guerre étant officiellement déclarée entre les deux royaumes, il prend du service dans la Marine royale. Il est envoyé pour faire campagne en Inde où il meurt en 1783.  
Il est le frère de Luc René Charles Achard de Bonvouloir, comte de Bonvouloir, député de la noblesse aux assemblées de la moyenne Normandie.

## Famille
Famille très ancienne du Poitou et de Normandie, divisée en trois branches : Achard de Bonvouloir, de la Vente et de Leluardiere. L'aîné des Achard a le droit de conduire l'évêque d'Angoulême pour avoir sauvé la ville des infidèles attirés par Eude duc d'Angoulême. Les Achard ont aussi livré bataille contre les Sarrasins, une croix commémorait cette bataille où il était inscrit « Les Achard, les Tison, les Voisin du pays ont chassé les Sarrazins ».
- Cri de guerre : Hache Achard.
- Devise : Bonvouloir et loyauté.
- Armes : D'azur, au lion d'argent, armé et lampassé de gueules, à deux fasces alésées du troisième, brochant sur le tout.